# Vičiūnai

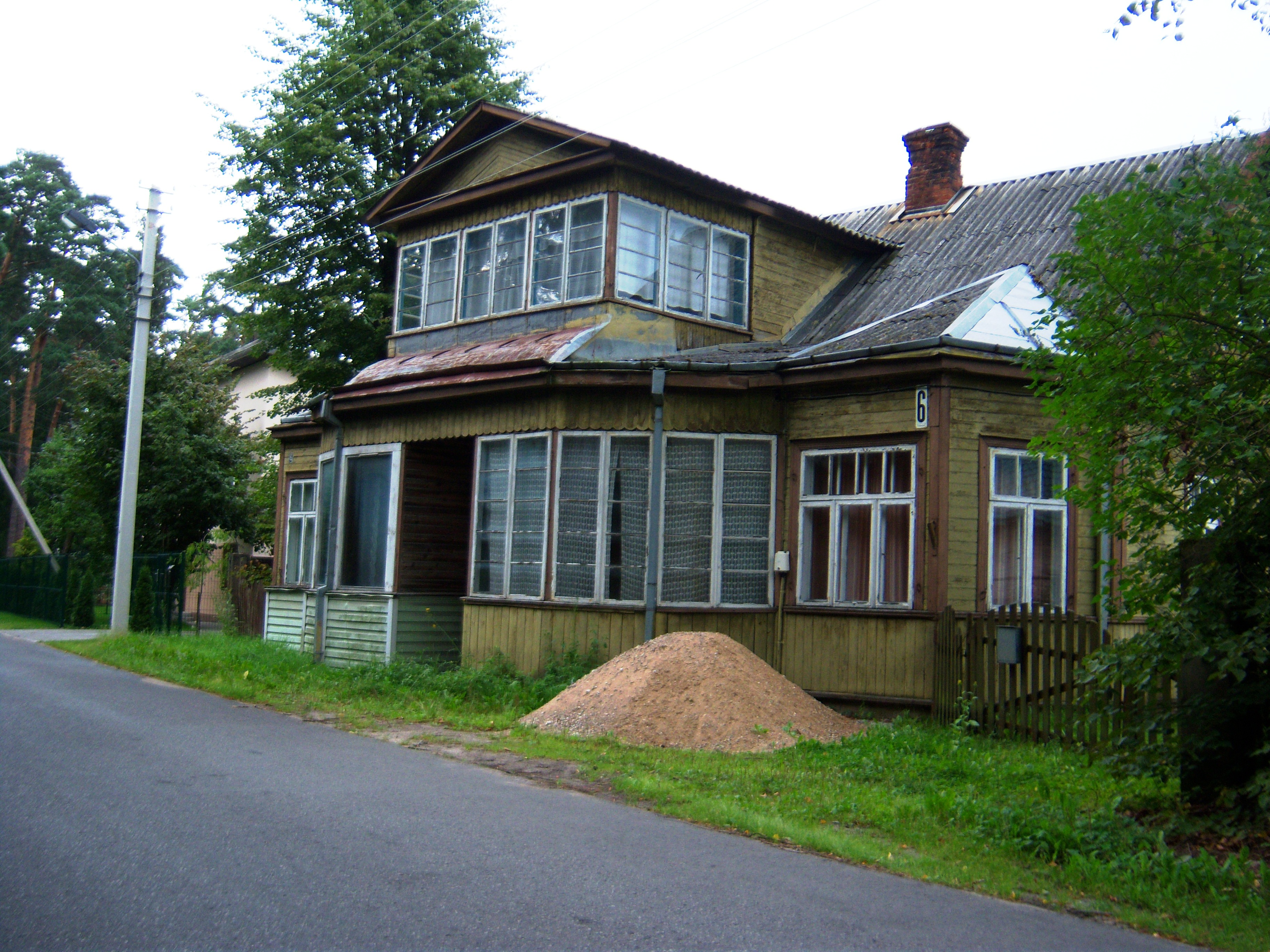
Grigorjev-Vila

Vičiūnai ist ein Stadtteil der litauischen Stadt Kaunas am linken Ufer der Memel. Es umfasst eine Fläche von 4,66 km². Der Ort befindet sich im Stadtbezirk Panemunės seniūnija. Zu  Vičiūnai  gehört der Park Panemunės Šilas. Östlich von Vičiūnai befindet sich das Wasserkraftwerk Kaunas. Die Trijų-Mergelių-Tiltas (deutsch Drei-Jungfrauen-Brücke) verbindet Vičiūnai mit Gričiupis. Vičiūnai ist Standort von Sanatorien und Präventionsdiensten. Nach dem Ort wurde die litauische Unternehmensgruppe Vičiūnų grupė benannt.

## Personen
- Visvaldas Matijošaitis (* 1957), litauischer Unternehmer und Politiker, Bürgermeister von Kaunas, Inhaber von Vičiūnų grupė